# Lasiocaryum trichocarpum
Lasiocaryum trichocarpum là loài thực vật có hoa trong họ Mồ hôi. Loài này được (Hand.-Mazz.) I.M. Johnst. mô tả khoa học đầu tiên năm 1925.